# Microsoft Security Essentials
Microsoft Security Essentials (MSE) är ett säkerhetspaket från Microsoft till operativsystemen Windows XP, Windows Vista och Windows 7. Säkerhetspaketet är en kombination av ett antivirus- och ett antispionprogram. Till utseendet påminner Microsoft Security Essentials om antispionprogrammet Windows Defender.

## Historik
Under 2008 berättade Microsoft att man tänkte lägga ned och ersätta sitt kommersiella säkerhetspaket Windows Live Onecare och ersätta det med ett fritt säkerhetspaket som gick under arbetsnamnet Morro. Senare gick man ut med att det slutliga namnet på programmet skulle bli Microsoft Security Essentials. Den 23 juni 2009 släppte Microsoft den första publika versionen av Microsoft Security Essentials. Versionen var en betaversion och släpptes endast på engelska, kinesiska, och portugisiska (europeisk och brasiliansk dialekt) till ett begränsat antal användare på 75 000.
Den 29 september 2009 släpptes den första färdiga versionen.